# Dyscia inspersaria
Dyscia inspersaria är en fjärilsart som beskrevs av Otto Staudinger 1896. Dyscia inspersaria ingår i släktet Dyscia och familjen mätare. Inga underarter finns listade i Catalogue of Life.